# 長鬚鰋
長鬚鰋為輻鰭魚綱鯰形目鮡科的其中一種，為熱帶淡水魚類，分布於亞洲印度及緬甸淡水流域，體長可達3.6公分，棲息在底中層水域，生活習性不明。